# Ján Ursíny
Ján Ursíny (Rakša, 11 ottobre 1896 – Rakša, 8 gennaio 1972) è stato un politico e pastore protestante slovacco.

## Biografia
Era figlio dell'omonimo Ján Ursíny e di sua moglie Mária, nata Poloncová. Era un dignitario ecclesiastico evangelico - supervisore del seniorato del Turiec, co-fondatore e primo supervisore della congregazione evangelica di Praga. Fu uno dei collaboratori di Milan Hodža, anch'egli nato a Rakša, ma da patriota convinto non era d'accordo con la sua opinione cecoslovacchista sulla questione nazionale slovacca. Fu un organizzatore e uno degli iniziatori diretti dell'Insurrezione nazionale slovacca. Dopo lo scoppio dell'Insurrezione  il 29 agosto 1944 come rappresentante del Consiglio nazionale slovacco insieme a Laco Novomeský fece parte di una delegazione a Londra per negoziare con Edvard Beneš e poi a Mosca. Fu un sostenitore coerente del principio dell'eguaglianza fra cechi e slovacchi nella Repubblica cecoslovacca del dopoguerra. Per tale questione spesso entrò in contrasto con la corrente cecoslovacchista, anche se prima della Seconda guerra mondiale nella questione della divisione della Cecoslovacchia si era opposto all'indipendenza slovacca.
A partire dall'aprile del 1945 fu presidente del Partito democratico di Slovacchia. Dopo la guerra divenne commissario dell'agricoltura e dopo le elezioni politiche del 1946 che videro il suo partito vincente con il 62% dei consensi in Slovacchia fu vicepresidente del Consiglio del primo governo della Terza Repubblica cecoslovacca. Nel 1947 fu screditato dai comunisti e coinvolto nell'affare Obuch: dovette dimettersi dal suo incarico di governo e in un processo farsa fu condannato a sette anni di detenzione. Nel 1953 fu rilasciato, ma non tornò alla vita politica. Fu riabilitato nel 1964.
Fu uno dei più importanti politici slovacchi nella prima metà del XX secolo: aveva una notevole perspicacia analitica e geopolitica, che spesso gli consentì di prevedere correttamente il futuro sviluppo della situazione politica nell'Europa centrale.

### L'affare Obuch
Dal 1946 i comunisti slovacchi intensificarono una campagna contro i partiti non comunisti, sostenendo che il Partito democratico di Slovacchia fosse collegato al Partito Popolare Slovacco di Hlinka. Nel luglio del 1947, Klement Gottwald tenne un discorso a Devín, in cui mise in guardia contro le tendenze popolari e autonome. Ján Ursíny rispose pubblicamente che il programma di governo di Košice del 1945, a cui partecipava anche il Partito comunista slovacco, conferiva alla Slovacchia poteri significativi, e anche i comunisti slovacchi parlarono di autonomia o federazione durante la guerra. La situazione si intensificò nel settembre del 1947, quando la Štátna bezpečnosť che Otto Obuch, il segretario di Ursíny, aveva avuto contatti con i fuoriusciti del Partito Popolare e aveva lavorato all'ufficio di propaganda per lo Stato slovacco. Il 23 settembre 1946, Obuch fu arrestato e ebbe luogo una perquisizione della polizia nell'ufficio di Ursíny. Ursíny stesso spiegò che aveva impiegato Obuch senza conoscere il suo passato e i suoi contatti, e quando lo scoprì aveva intenzione di licenziarlo prima che fosse arrestato. Ursíny fu accusato perché Obuch aveva rivelato il contenuto dei negoziati del governo cecoslovacco sulla protezione delle miniere di uranio a Jáchymov. Il primo ministro Klement Gottwald assicurò a Ursíny di non avere personalmente nulla contro di lui, ma richiese le sue dimissioni dalla carica di governo. Anche il presidente Edvard Beneš aderì alla richiesta di dimissioni, dicendo che se anche il crimine non fosse stato commesso, Ursíny aveva commesso un errore politico con l'assunzione di Obuch. Ursíny si dimise il 30 ottobre 1947, dopo che gli fu promesso di formare una commissione speciale per indagare sul suo caso. Tuttavia, la Commissione non si riunì mai e il 3 gennaio 1948 il ministro degli interni Václav Nosek annunciò che sarebbe stata presentata una denuncia penale contro Ursíny. Fu formalmente accusato solo dopo il colpo di stato del febbraio 1948 di attentato alla sicurezza dello Stato. Ursíny sostenne che a quel tempo il governo non discuteva affatto delle miniere di Jáchymov. Fu anche accusato di aver permesso a Obuch di tenere un registro personale dei negoziati per la grazia per l'ex presidente della Repubblica slovacca, Jozef Tiso. Il processo stesso era stato condotto con meno interesse pubblico dall'aprile 1948 e Ursíny fu condannato a sette anni. Fu rilasciato nel 1953.
Parallelamente al processo contro Ursíny, furono istruiti altri processi farsa casi contro altri rappresentanti del Partito democratico come Miloš Bugár e Ján Kempný.

## Opere
- Spomienky na Slovenské národné povstanie ("Ricordi dell'Insurrezione nazionale slovacca")
- Z môjho života ("Dalla mia vita")

## Riconoscimenti
- 1945 – Ordine dell'Insurrezione Nazionale Slovacca di I classe
- 1992 – Ordine di Tomáš Garrigue Masaryk di II classe (in memoriam)